# Dandelion
«Dandelion» —en español: «Diente de león»— es una canción de la banda de rock británica The Rolling Stones, escrita por Mick Jagger y Keith Richards, y estrenada en agosto de 1967. Primeramente fue lanzado como lado B de «We Love You». 

## Historia
Una canción aparentemente alegre (haciendo referencia a un juego de niños típicamente inglés, que consiste en usar las cabeza de los diente de león como relojes) aunque con un tono melancólico, alcanzó el puesto # 14 en los Estados Unidos, y se convirtió en el lado A allí («We Love You» decepcionó llegando al puesto # 50 de las listas estadounidenses). Esto refleja por que «Dandelion» aparece en las versiones de Estados Unidos y Reino Unido del álbum compilatorio Through the Past, Darkly (Big Hits Vol. 2) en 1969, mientras que «We Love You» apareció sólo en la versión británica. 
La primera versión demo de «Dandelion» fue grabada en noviembre de 1966, originalmente titulado «Sometimes Happy, Sometimes Blue», tenía letras diferentes y contaba con la voz de Keith Richards. En la versión lanzada, Mick Jagger aportó la voz principal.
Los Stones nunca han interpretado en vivo a «Dandelion»; Sin embargo, ha sido incluido en varias compilaciones, incluyendo Through the Past, Darkly (Big Hits Vol. 2), More Hot Rocks (Big Hits & Fazed Cookies), Singles Collection: The London Years, y Rolled Gold: The Very Best of the Rolling Stones.
Los lanzamientos originales solos tenían un faded-in coda que consistía en una sección corta de piano desde el lado A, «We Love You»; La coda falta en la mayoría de los álbumes de recopilación, que incluyen la canción editada en 3:32, pero puede escucharse, por ejemplo, en Singles Collection: The London Years.

## Personal
Acreditados:
- Mick Jagger: voz, coros, maracas
- Keith Richards: guitarra acústica, coros
- Brian Jones: oboe
- Bill Wyman: bajo
- Charlie Watts: batería
- Nicky Hopkins: clave, órgano
- Paul McCartney: coros
- John Lennon: coros

## Posicionamiento en las listas
| Listas (1967)                      | Mejor Posición |
| ---------------------------------- | -------------- |
| Estados Unidos (Billboard Hot 100) | 14             |
| Reino Unido (UK Singles Chart)     | 8              |